# Pucuk Krueng
Pucuk Krueng is een bestuurslaag in het regentschap Aceh Selatan van de provincie Atjeh, Indonesië. Pucuk Krueng telt 395 inwoners (volkstelling 2010).